# Свеклов, Василий Григорьевич
Василий Григорьевич Свеклов (4 мая 1927 года, село Янтиково, Яльчикский район, Чувашская АССР — 1 апреля 1990 года, село Янтиково, Яльчикский район, Республика Чувашия) — организатор сельскохозяйственного производства, председатель колхоза «Победа» Яльчикского района. Герой Социалистического Труда (1966). Заслуженный агроном Чувашской АССР (1964).

## Биография
Родился 4 мая 1927 года в крестьянской многодетной семье в селе Янтиково Яльчикского района Чувашской АССР. Из-за смерти матери оставил обучение в школе, чтобы вести домашнее хозяйство. С 1946 года работал секретарём и председателем Яльчикского сельского совета. В 1955 году окончил Чувашскую школу по подготовке колхозных кадров. До 1974 года был заместителем и председателем колхоза «Победа» Яльчикского района.
В 1966 году за успехи в развитии животноводства, увеличение производства и заготовок сельскохозяйственной продукции был удостоен звания Героя Социалистического Труда.
Избирался депутатом Верховного Совета Чувашской АССР 8 созыва.

## Награды
- Герой Социалистического Труда — указом Президиума Верховного Совета СССР от 22 марта 1966 года
- Медаль «Серп и Молот» (1966);
- Орден Ленина (дважды)
- Орден Октябрьской Революции